# Edsel Chase
Edsel Chase, född 10 december 1968, är en friidrottare från Barbados. Han deltog vid olympiska sommarspelen 1992.